# Ансоатеги, Хосе Антонио
Хосе Антонио Ансоатеги (исп. José Antonio Anzoátegui; 14 ноября 1789, Барселона, вице-королевство Новая Гранада — 15 ноября 1819, Памплона) — венесуэльский военачальник, дивизионный генерал. Национальный герой Венесуэлы.
Участник войны за независимость испанских колоний в Америке, в том числе Венесуэльской войны за независимость.

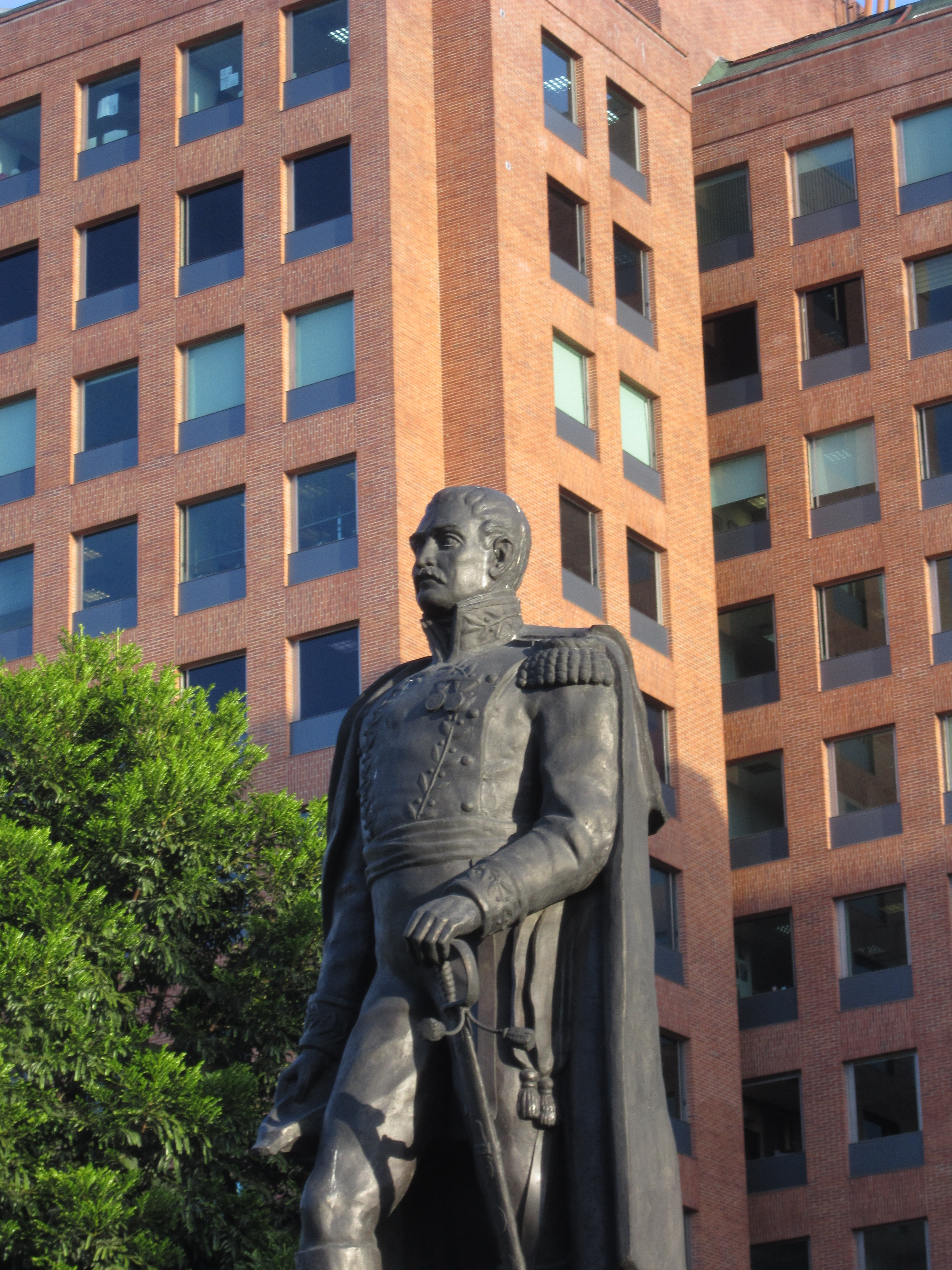
Памятник Ансоатеги в Боготе

В 1817—1818 годах командовал личной гвардией Симона Боливара, отличился во многих сражениях, в том числе в битве при Бояке (1819).
Умер от лихорадки.

## Память
В честь героя назван один из 23 штатов Венесуэлы — Ансоатеги и стадион в г. Пуэрто-ла-Крус.